# Lakewood Park
Lakewood Park est une census-designated place du comté de Sainte-Lucie, dans l'État de Floride, aux États-Unis,. En 2020, elle compte une population de 12 510 habitants.